# Goyang Citizen FC
Goyang Citizen FC war ein Fußballfranchise aus Goyang in Südkorea. Der Verein spielte zuletzt in der K4 League, der vierthöchsten Spielklasse Südkoreas.

## Geschichte

### Erste Jahre (2008–2011)
Gegründet wurde der Verein 2008 unter den Namen Goyang FC. Erster Trainer des Vereins wurde Kim Jin-ok. In ihrer Premierensaison kam der Verein nicht über den vorletzten Platz hinaus. Der Verein erreichte dabei nur 10 Punkte und konnte sich zudem auch nicht für den Korean FA Cup qualifizieren. 2009 änderte der Verein seinen Namen in Goyang Citizen FC um. Die Spielzeit 2009 lief ein wenig besser für den Verein. Der Verein beendete die Spielzeit auf Platz 15. von 17., schaffte aber erneut nicht die Qualifikation zum Korean FA Cup. 2010 konnte der Verein ebenfalls keine Erfolge verzeichnen. Am Ende der Spielzeit kam der Verein nicht über den letzten Tabellenplatz hinaus. Auch 2011 kam der Verein nicht über den letzten Tabellenplatz hinaus.

### Bedeutungslosigkeit (2012–2016)
2012 konnte der Verein erneut die Qualifikation zum Korean FA Cup nicht meistern. Der Verein landete erneut nur auf den letzten Platz. 2013 verlief erneut nicht besser: Der Verein stand erneut nach Ende der Spielzeit auf den letzten Tabellenplatz. 2014 verlief die Saison besser. Der Verein beendete die Spielzeit erstmals nach 2009 nicht auf den letzten Tabellenplatz. Am Ende konnte der Verein Tabellenplatz 8 für sich gewinnen. 2015 konnte der Verein erneut den 8. Tabellenplatz für sich gewinnen. Der Verein stand zudem erstmals im Korean FA Cup seit Gründung des Vereins. In der ersten Pokalrunde empfing man die Amateurauswahl der Mokpo Christian Hospital, welche man mit 2:0 schlagen konnte. In der zweiten Pokalrunde empfing man die Woosuk-Universität, gegen welche man allerdings mit 0:4 verloren hatte. In der Spielzeit 2016 ging es um die Qualifikation zur K3 League Advance. Der Verein beendete die Spielzeit auf den Vorletzten Tabellenplatz und stiegen somit in die neugegründete K3 League Basic ab. Die Pokalsaison verlief hingegen besser. In der ersten Pokalrunde empfing man die Amateurauswahl der Jeju City Hall, gegen welche man mit 4:1 gewinnen konnte. In der anschließenden zweiten Pokalrunde verlor man allerdings mit 1:2 gegen den Ligakonkurrenten Paju Citizen FC.

### Sportliche Bedeutungslosigkeit und Auflösung des Vereins (2017–2022)
2017 wurde die Mannschaft neu aufgestellt. Dennoch reichte es nicht für viel in der Liga. Der Verein beendete auf den Vorletzten Platz erneut die Spielzeit. Auch im Pokal kam der Verein nicht weit. Der Verein scheiterte in der ersten Pokalrunde an der Gangwon Katholiken Gwandong Universität mit 2:3. 2018 sah es in der Liga erneut nicht besser aus. Obwohl der Verein mehr Punkte sammelte, reichte es nur für den Vorletzten Tabellenplatz. Wie im Vorjahr schied zudem der Verein in der ersten Pokalrunde aus. Dort verlor man gegen den Ligakonkurrenten Yangju Citizen FC mit 0:3. 2019 wurde die letzte K3-League-Basic-Spielzeit ausgetragen, da anschließend das Semiprofiliga-System neu geordnen sollte. An der letzten Spielzeit nahmen insgesamt 8 Vereine dran teil. Der Verein selber schloss die Spielzeit auf den Drittletzten Platz ab. Auch im Pokal konnte man wie in der Vorsaison erneut keine Erfolge verzeichnen. In ihrer ersten Runde trafen sie auf den Ligakonkurrenten Seoul United FC, gegen welche man mit 2:3 knapp verlor. Nach Ende der Spielzeit verließ Kim Jin-ok den Verein. Sein Nachfolger Kim Yeong-ho.
Der Verein gab vor Saisonende 2021 bekannt, dass man die Teilnahme an der neugegründeten K4 League anvisiere. Während des Lizenzierungsverfahren traten allerdings immer wieder Probleme auf, sodass der Verein im ersten Anlauf die Lizenz für die neue Vierte Liga nicht bekam. Erst im Nachlizenzierungsverfahren bekam der Verein letztendlich die Lizenz und durfte in der K4 League teilnehmen. Sportlich verlief auch diese Spielzeit erneut schwach. Auch hier kam man über den Drittletzten Platz nicht hinaus. Im Pokal lief es hingegen besser. In der Ersten Pokalrunde empfing man den Ligakonkurrenten Seoul Jungnang FC, welchen man mit 3:1 bezwingen konnte. In der anschließenden Zweiten Hauptrunde, trat man Auswärts beim Zweitligisten FC Anyang an, gegen denen sich der Verein aber mit 0:2 geschlagen geben musste. Nach Ende der Spielzeit wurde der Vertrag mit Trainer Kim Yeong-ho nicht verlängert, so dass er den Verein verlassen musste. Für ihn kam Park Jae-hyeon als Nachfolger. Sportlich verlief die zweite Spielzeit in der Vierten Liga weiterhin schlecht. Der Verein rutschte von einem anfänglichen 6. Tabellenplatz immer weiter ab und beendete die Spielzeit mit Fünf Punkten Rückstand zum Vorletzten, auf den Letzten Tabellenplatz. Im Pokal verlief es hingegen wieder so wie im Vorjahr. In der ersten Pokalrunde trat der Verein beim Ligakonkurrenten Yeoju FC an, welche man im Elfmeterschießen bezwingen konnte. Das anschließende zweite Pokalrundenspiel ging beim Zweitligisten Chungnam Asan FC deutlich mit 1:3 verloren. Am Ende der Spielzeit wurde erneut der Trainer ersetzt. Diesmal kam mit Ku Dae-ryeong der Nachfolgetrainer für den gescheiterten Park Jae-hyeon.
Zum Beginn der neuen Spielzeit 2022 kam es zu großen Unstimmigkeiten mit der Stadtverwaltung. Da mit Goyang KH FC fortan ein ambitionierter Verein in Goyang angesiedelt war, wollte die Stadt den Verein nicht mehr im vollen Umfang, wie in den Jahren zuvor, unterstützen. Aufgrund dieses Disputs kam es zu großen Verwerfungen zwischen den Verein und der Stadtverwaltung, so dass die Stadt die Beendigung der Unterstützung für Goyang Citizen FC beschloss und somit den Verein zum einen nicht mehr finanziell unterstützte und zum anderen ihnen die Heimspielstätte, Eoulimnuri-Byeolmuri-Stadion, nicht mehr zur Verfügung stellte. Da der Verein nun keine Heimspielstätte mehr besaß und die Lizenzfinanzierung nicht mehr gegen war, entschied die KFA-Lizenzierung den Verein zur 1. Hauptrunde am 19. Februar 2022 nicht antreten zu lassen und wertete das Spiel zugunsten des gegnerischen Vereines Yangcheon TNT FC. Am 24. Februar 2022 entschied zudem die KFA, den Verein an der in zwei Tagen beginnenden K4-League-Spielzeit ebenso nicht antreten zu lassen und disqualifizierten dort ebenso den Verein. Als Reaktion auf den Ausschluss aus dem Pokal und der Liga wurde der gesamte Trainerstab und Mannschaftskader freigestellt. Am 9. März 2022 gab die Vereinsführung die Auflösung des Vereins bekannt.

## Historie-Übersicht
| Saison | Liga            | Kl. | Vereine | Spiele | Pl.            | S              | U              | N              | Tore           | Pkt.           | KFA Cup            | Play-Off           | Trainer        |
| 2008   | K3 League       | 4   | 16      | 29     | 15.            | 2              | 5              | 23             | 42:119         | 10             | Nicht Qualifiziert | Nicht Qualifiziert | Kim Jin-ok     |
| 2009   | K3 League       | 4   | 17      | 32     | 15.            | 5              | 1              | 26             | 29:125         | 16             | Nicht Qualifiziert | Nicht Qualifiziert | Kim Jin-ok     |
| 2010   | K3 League       | 4   | 9*      | 25     | 9.             | 1              | 2              | 22             | 24:86          | 5              | Nicht Qualifiziert | Nicht Qualifiziert | Kim Jin-ok     |
| 2011   | K3 League       | 4   | 8*      | 22     | 8.             | 3              | 4              | 15             | 24:56          | 13             | Nicht Qualifiziert | Nicht Qualifiziert | Kim Jin-ok     |
| 2012   | K3 League       | 4   | 9*      | 25     | 9.             | 5              | 7              | 13             | 43:60          | 21             | Nicht Qualifiziert | Nicht Qualifiziert | Kim Jin-ok     |
| 2013   | K3 League       | 4   | 9*      | 16     | 9.             | 3              | 2              | 11             | 32:51          | 10             | Nicht Qualifiziert | Nicht Qualifiziert | Kim Jin-ok     |
| 2014   | K3 League       | 4   | 9*      | 25     | 8.             | 3              | 3              | 19             | 29:60          | 12             | Nicht Qualifiziert | Nicht Qualifiziert | Kim Jin-ok     |
| 2015   | K3 League       | 4   | 9*      | 25     | 8.             | 7              | 1              | 17             | 31:57          | 22             | 2. Hauptrunde      | Nicht Qualifiziert | Kim Jin-ok     |
| 2016   | K3 League       | 4   | 20      | 19     | 19.            | 1              | 3              | 15             | 20:58          | 6              | 2. Hauptrunde      | Nicht Qualifiziert | Kim Jin-ok     |
| 2017   | K3 League Basic | 5   | 9       | 16     | 8.             | 2              | 2              | 12             | 16:40          | 5              | 1. Hauptrunde      | Nicht Qualifiziert | Kim Jin-ok     |
| 2018   | K3 League Basic | 5   | 11      | 20     | 10.            | 4              | 1              | 15             | 21:78          | 13             | 1. Hauptrunde      | Nicht Qualifiziert | Kim Jin-ok     |
| 2019   | K3 League Basic | 5   | 8       | 21     | 6.             | 4              | 2              | 15             | 23:57          | 14             | 1. Hauptrunde      | Nicht Qualifiziert | Kim Jin-ok     |
| 2020   | K4 League       | 4   | 13      | 24     | 11.            | 5              | 4              | 15             | 33:65          | 19             | 2. Hauptrunde      | Nicht Qualifiziert | Kim Yeong-ho   |
| 2021   | K4 League       | 4   | 16      | 30     | 16.            | 5              | 4              | 21             | 30:84          | 19             | 2. Hauptrunde      | Nicht Qualifiziert | Park Jae-hyeon |
| 2022   | K4 League       | 4   | 18      | 34     | Ausgeschlossen | Ausgeschlossen | Ausgeschlossen | Ausgeschlossen | Ausgeschlossen | Ausgeschlossen | Ausgeschlossen     | −                  | Ku Dae-ryeong  |

| Legende                | Legende | Legende | Legende | Legende | Legende | Legende | Legende | Legende |
| ---------------------- | ------- | ------- | ------- | ------- | ------- | ------- | ------- | ------- |
| Abstieg zum Saisonende |         |         |         |         |         |         |         |         |

- = 2010 bis 2015 – Gruppenphase

## Stadion
| Stadion | Name                         | Eigentümer             | Eröffnung | Nutzungszeitraum | Nutzungszeitraum |
| Stadion | Name                         | Eigentümer             | Eröffnung | Von              | Bis              |
| ------- | ---------------------------- | ---------------------- | --------- | ---------------- | ---------------- |
|         | Eoulimnuri-Byeolmuri-Stadion | Stadtverwaltung Goyang | 2004      | 2008             | 2017             |
|         | Goyang-Stadion               | Stadtverwaltung Goyang | 2003      | 2018             | 2018             |
|         | Eoulimnuri-Byeolmuri-Stadion | Stadtverwaltung Goyang | 2004      | 2019             | 2021             |